# Александер Гамільтон-Гордон
Генерал сер Александр Гамільтон-Гордон, (11 грудня 1817 — 18 травня 1890) був британським армійським офіцером і політиком.

## Військова кар'єра
Гамільтон-Гордон був другим сином прем'єр-міністра Джорджа Гамільтона-Гордона, 4-го графа Абердіна, від його другого шлюбу з Гаррієт, донькою почесного Джона Дугласа. Артур Гамільтон-Гордон, 1-й барон Стенмор, був його молодшим братом. Він служив у британській армії та брав участь у битві при Балаклаві в жовтні 1854 року під час Кримської війни. Згодом він став командувачем Східним округом у січні 1872 року.
Окрім військової кар'єри, Гамільтон-Гордон також був почесним конюшим королеви Вікторії та членом парламенту від Східного Абердинширу з 1875 по 1885 рік. Спочатку він був консерватором, поки не перейшов до лібералів у 1879 році.
Гамільтон-Гордон одружився з Кароліною Емілією Мері, донькою Маргарет та сера Джона Гершеля, 1-го баронета та онукою астронома Вільяма Гершеля, у 1852 році. У них було п'ятеро синів і чотири доньки. Його старший син Александр також став успішним військовим. Гамільтон-Гордон помер у травні 1890 року у віці 72 років. Леді Гамільтон-Гордон пережила його на 19 років і померла в січні 1909 року.